# Megachile ctenophora
Megachile ctenophora är en biart som beskrevs av Holmberg 1886. Megachile ctenophora ingår i släktet tapetserarbin, och familjen buksamlarbin. Inga underarter finns listade i Catalogue of Life.